# La forastera (Obra de teatre)
La forastera és una tragicomèdia en un acte, original de Pau Parellada, estrenada al teatre Catalunya de Barcelona, la nit del 13 d'abril de 1912, per la companyia d'actors del Sindicat d'Autors Dramàtics Catalans.
L'acció passa en un hotelet situat al peu del Montseny.

## Repartiment de l'estrena
- La Forastera: Elvira Fremont
- Sor Creu: Srta. Castejón
- Galcerà: Ramon Tor[3]
- Cendra: August Barbosa
- Hilari: Josep Bergés
- Dr. Lafargue: Carles Capdevila
- Cosme: Rafael Bardem
- Octavi: Andreu Guixer
- Eustaqui: Avel·lí Galceran[4]
- Joan, Pere, no parlen[2]